# Mastodonsauridae
A Mastodonsauridae a fosszilis Temnospondylii rendjének az egyik családja.

## Tudnivalók
A Mastodonsauridae család fajai Észak-Amerika, Grönland, Európa, Ázsia és Ausztrália területein éltek.

## Rendszerezés
A családba az alábbi 21 nem tartozik:
- Archotosaurus
- Bukobaja
- Calmasuchus Fortuny, Galobart & de Santisteban, 2011
  - Calmasuchus acri Fortuny, Galobart & de Santisteban, 2011
- Capitosaurus
- Cyclotosaurus
- Eryosuchus
- Heptasaurus
- Kestrosaurus
- Kupferzellia
- Mastodonsaurus típusnem
- Paracyclotosaurus
- Parotosuchus
- Promastodonsaurus
- Rhadalognathus
- Sassenisaurus
- Watsonisuchus Ochev, 1966
- Volgasaurus
- Volgasuchus
- Wellesaurus
- Wetlugasaurus
- Xenotosuchus Morales and Shishkin, 2002

## Források

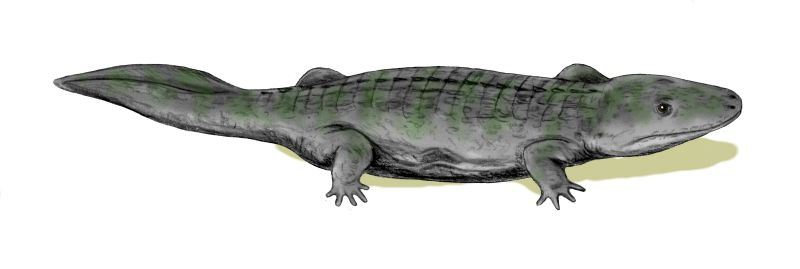
Ceruzával készült rajz a Watsonisuchus madagascariensisról

## Fordítás
Ez a szócikk részben vagy egészben  a   Mastodonsauridae című angol Wikipédia-szócikk ezen változatának fordításán alapul.  Az eredeti cikk szerkesztőit annak laptörténete sorolja fel. Ez a jelzés csupán a megfogalmazás eredetét és a szerzői jogokat jelzi, nem szolgál a cikkben szereplő információk forrásmegjelöléseként.